# Источна шарена мухарица
Источна шарена мухарица (лат. Ficedula semitorquata) је мала птица певачиа из породице мухарици Старог света, једна од четири врсте црно-белих мухарица Западног Палеарктика.

## Таксономија
Источну шарену мухарицу је формално описао немачки орнитолог Еуген Фердинанд вон Хомеиер у својој " Zeitschrift für die gesammte Ornithologie 2".
Име рода је латинског порекла и односи се на малу птицу која једе смокве ( ficus, „fig“) за коју се претпоставља да се зими претвара у црнокапу грмушу. Специфична епитет semitorquata латински "semi" - "half" -, што значи "пола" и "torquatus"  што значи "оковратник".

## Опис
Источна шарена мухарица је 12-13,5 цм дугачка птица, по изгледу је између беловрате мухарице (Ficedula albicollis) и црноврате мухарице (Ficedula hypoleuca). Често је класификована као подврста беловрате мухарице.
Мужјак у гнездећем перју је углавном црн одозго и бео одоздо, са белом полукрагном, која се протеже даље уназад него код црноврате мухарице, великом белом мрљом на крилима, екстензивно белим странама репа и великом белом мрљом на челу. Има бледосиви плашт. Кљун је црн и широк, али има шиљат облик типичан за ваздушне инсектоједе. Углавном лови инсекте у лету, ретко лови гусенице међу лишћем дрвећа попут црноврате мухарице.
Мужјаци у зимском перју, женке и младе источне шарене мухарице имају црну боју замењену бледосмеђом и може бити веома тешко разликовати их од других Ficedula мухарица, посебно беловрате мухарице. Разлика је у томе што источне шарене мухарице могу имати белу траку на другом крилу, али многе јединке се не могу лако препознати.

## Распрострањеност и станиште
Гнезди се у планинским шумама југоисточног дела Европе. Балканско полуострво до северозападног Ирана. Источна шарена мухарица је миграторна птица, зимује у Централној и Источној Африци.  Ретка је луталица у западној Европи. Студије праћења помоћу геолокатора откриле су да временски услови током пролећне миграције могу имати велики утицај на време миграције источне шарене мухарице и преживљавање одраслих птица. Источне шарене мухарице су птице појасева листопадних шума, посебно храста и граба у планинским пределима. Граде отворено гнездо у аутохтоним дупљама дрвећа и старим гнездима детлића, а такође могу да заузму и кутије за гнежђење. Величина гнезда је 4-7 јаја. Песма је између беловратих и црновратих мухарица, са спорим, напетим звиждуцима, али и неким ритмичким елементима.